# Dobrin
Dobrin es una comuna ubicada en el distrito de Sălaj, Rumania.

## Superficie
Posee una superficie de 40 kilómetros cuadrados.

## Demografía
Hasta 2021 la población era de 1573 habitantes, con una densidad de población de 39,33 habitantes por kilómetro cuadrado.